# Каарло Саркіа
Каарло Саркіа (11 травня 1902 — 16 листопада 1945, Пяйат-Гяме) — фінський поет і перекладач, який зазнав впливу романтичної поезії.  Відомий першим перекладом фінською мовою шедевру Артюра Рембо "П'яний корабель". Поезія характерна зануренням у світ дитинства, примхливих спогадів та фантастичних краєвидів. 

## Життєпис
Каарло Саркіа народився в муніципалітеті Кікка, (Сатакунта) на південному заході Фінляндії. 
Його батько, швидше за все, був місцевим столяром Малакіасом Коркі. Мати померла від туберкульозу в 1916, а Саркіа переїхав жити до своєї хрещеної матері Гільди Руні. Завдяки допомозі бабусь і дідусів йому вдалося закінчити середню школу в Тирвяя. Під час своїх шкільних років Саркіа зацікавився поезією. Саркіа вивчив французьку та німецьку в Тирвяя, де жив у місцевого фармацевта, дружина якого народилася у Швейцарії.
Саркіа закінчив середню школу 1923, а військову службу пройшов у гарнізоні Геннала навесні 1924. Протягом року  працював репетитором у Рантасалмі і вступив до Гельсінського університету 1925. У Гельсінкі Саркіа винаймав дешеве приміщення, кілька разів госпіталізований з туберкульозом, яким захворів під час військової служби.
У 1926 Саркіа отримав стипендію та здійснив коротку поїздку до Німеччини.  Через рік він розпочав навчання в університеті Турку, приєднавшись до літературного гуртка В. А. Коскенніємі.
Його перша збірка поезій «Kahlittu» («Прикутий») вийшла в 1929. Друга збірка, "Velka elämälle" ("Борг життя") в 1931, включаючи вірш "Antinous" ("Антиной"), в якому йшлося про гомоеротичну любов. 
Антиной був коханцем римського імператора Адріана.
Заголовний вірш оповідає про кохання та дезертирство і присвячений матері Саркіа. Його дві перші збірки не викликають особливої уваги. Саркіа став відомий завдяки перекладу Артюра Рембо "Le Bateau Ivre", зроблений в 1932.
У грудні 1933 Саркія влаштувався на роботу в університетську бібліотеку в Турку, де головним бібліотекарем був письменник Волтер Кілпі. Всього через місяць Саркія намагався покінчити життя самогубством за допомогою передозування барбітуратом. Третя книга Саркії, "Unen kaivo" («Криниця снів», 1936), мала комерційний успіх та отримала гарні відгуки критиків. До збірки увійшла поема "Barcarola", на написання якої поета надихнув твір Фрідріха Ніцше "Die Sonne sinkt". Це один із найкращих віршів Саркіа.  
У 1937 Каарло Саркіа виїхав до Швейцарії, де провів кілька місяців. Також відвідав Рим, де виступив з промовою проти Гітлера і був заарештований.  

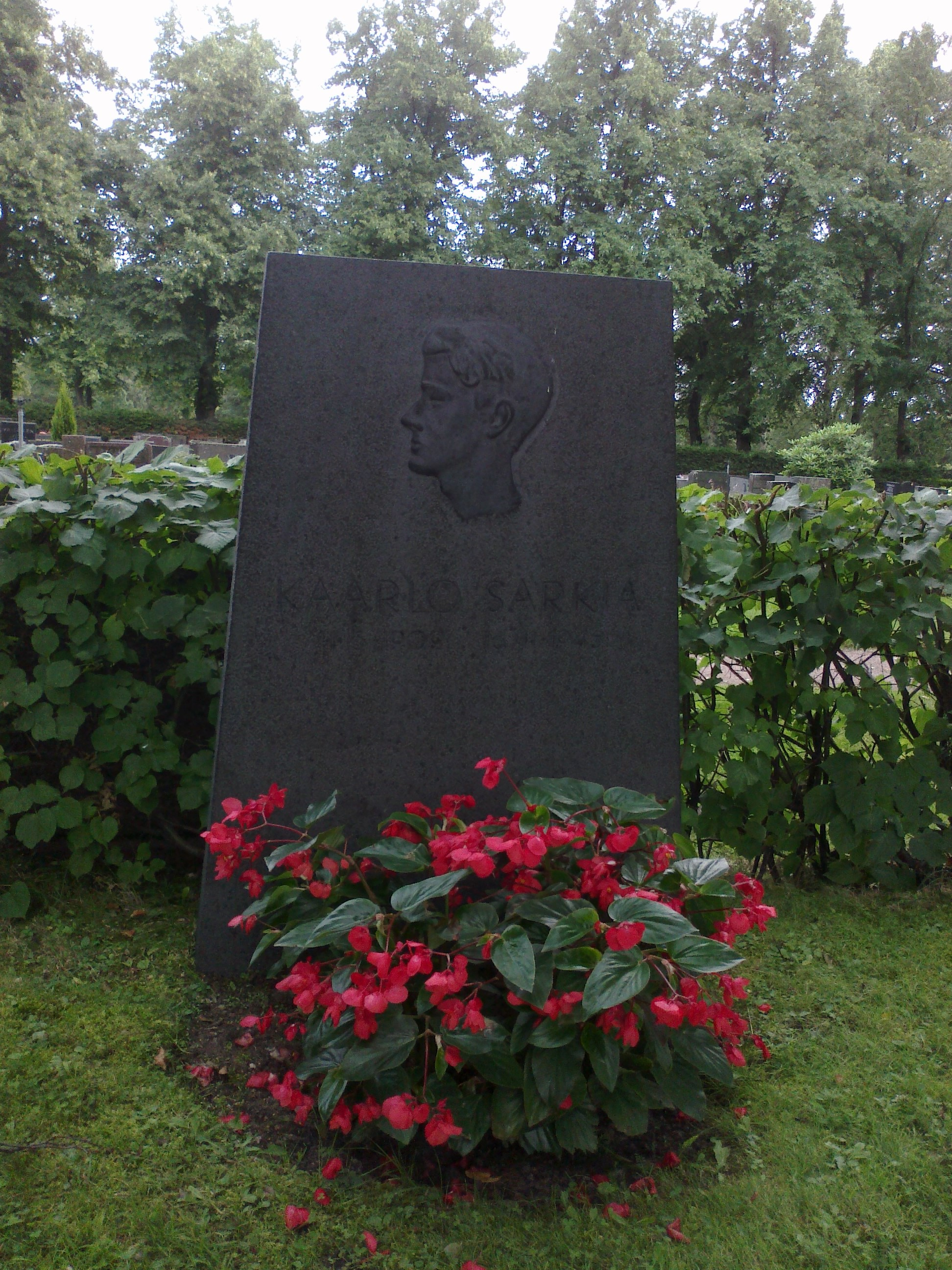
Могила Каарло Саркіа в Гельсінкі.

Саркіа ніколи не закінчував університетів Гельсінкі чи Турку.  
На початку 1943 Саркія прожив кілька місяців у маленькому селищі Сисма, але незабаром переїхав до Гельсінкі, оскільки держава призначила йому пенсію. Саркіа також отримував щомісячний платіж від свого видавця WSOY.  
У цей час письменник був уже важко хворим. Його четверта книга "Kohtalon vaaka" ("Шкала долі") вийшла того ж року, в часи Другої світової війни, коли Фінляндія воювала на боці нацистської Німеччини. Саркіа не приєднався до письменників, які продукували патріотичну пропаганду. Натомість у збірці було представлено кілька пацифістських та антивоєнних віршів. В результаті його критикували за непатріотичність.
У 1944 Саркія редагував свої збірки в єдиному томі «Runot» («Поеми»). 
Коли війна закінчилася, Саркіа на деякий час їздив до Швеції у місцевий санаторій. Він ніколи не потрапляв до лікарні, але проводив час у стокгольмському готелі.  
Повернувшись до Фінляндії, Саркіа вирушив до Сисми на опіку до двох знайомих сестер.  
Помер там же від туберкульозу в листопаді 1945 у віці 43 років. Похований на кладовищі Гієтаніємі в Гельсінкі. 

## Діяльність
Вірші Каарло Саркіа містять такі мотиви, як спогади про дитинство, кохання, пейзажі та світ мрій, а в останній збірці поезії також його особиста смерть та страждання людства. Разом з Уно Кайласом Саркія був найвизначнішим фінським поетом 1930-х років.  Як і у Кайласа, його поезія мала також гомосексуальні теми.
Саркіа опублікував чотири поетичні збірки між 1929 та 1943. Окрім власних творів, Саркіа був відомий як перекладач французької та італійської поезії.
Саркіа також був членом фінської літературної групи "Tulenkantajat".  

## Важливість
За словами фінського письменника Туомаса Ангави, Саркіа займає те ж саме місце в історії фінської поезії, що й Джон Кітс в англійській літературі, а Альфред де Мюссе – у французькій поезії.
Каарло Саркіа характеризують як "композитора слів", оскільки його вірші відомі своєю ейфонічністю та ритмом. Багато віршів Саркіа були покладені на музику такими композиторами, як Ерік Бергман та Кай Чиденіус.  Його поезія навіть вплинула на творчість фінського дез-метал-гурту Insomnium. 
Серед поетів, яких він перекладав, були Артюр Рембо, Франсуа Війон, Віктор Гюго, Шарль Бодлер та Габріель Д'Аннунціо. 
Його переклади Бодлера «Les Fleurs du mal» отримали високу оцінку за багату образність та ритмічні експерименти. Інший відомий переклад – фінська версія поеми "П'яний корабель" Артюра Рембо, що вважається «блискучою».  
Вірші Саркіа ніколи не публікувалися окремою книгою англійською мовою.  
У 2008 літературний журнал "Poetry Salzburg Review" опублікував декілька перекладів англійською мовою доктора філософії університету Міннесоти Пентті М. Раутагар'ю. 
У Каарло Саркії ніколи не було постійного будинку чи звичайної роботи. Він жив у санаторіях. 
Помер від туберкульозу у віці 43 років.

## Пам'ять
Літературне товариство "Саркіа-Сеура" було засноване в 1952.
Музей Саркіа був відкритий у 1959 в будинку, де Саркіа жив зі своєю хрещеною матір'ю після смерті рідної матері. Статуя Каарла Саркіа  роботи фінського скульптора Кауко Ряйке була встановлена на батьківщині письменника в Кіїкка в 1960.  
У 2010 в Сисмі було відкрито мистецьку резиденцію "Villa Sarkia", якою керує літературне товариство <a href="https://en.wikipedia.org/wiki/Nuoren_Voiman_Liitto" rel="mw:ExtLink" title="Nuoren Voiman Liitto" class="new cx-link" data-linkid="137">Nuoren Voiman Liitto</a>. 
Існує вулиця у Вермоннітті (Еспоо), названа на честь Каарло Саркіа. 
Поблизу також знаходяться вулиці, що вшановують пам'ять художників 1930-х років Уно Кайласа та Анні Сальстена. 